# Manduessedum
Manduessedum fu un forte romano e insediamento della Britannia romana, posto lungo la Watling Street, ubicato in corrispondenza dell'odierna cittadina di Mancetter, nella contea inglese del Warwickshire.
Manduessedum è citato solo dall'Itinerarium Antonini.